# Pannonia-Ring
Der Pannonia-Ring ist mit 4,7 km Länge Ungarns längste Motorsport-Rennstrecke und liegt 10 km nordöstlich von Ostffyasszonyfa im Komitat Vas.

## Geschichte
Ursprünglich konnte die 1996 eröffnete und vorrangig für Motorräder entworfene Strecke in beide Richtungen befahren werden. Im Jahr 2014 wurden Curbs installiert, dadurch kann der Kurs nun nur mehr im Uhrzeigersinn befahren werden.

## Streckenbeschreibung
Die 4769 m lange Strecke hat eine Streckenbreite von 11–13 m und eine 700 m lange Start-Ziel-Gerade auf der Superbikes eine Geschwindigkeit von 260 km/h erreichen können. Das Fahrerlager hat eine Fläche von 35.000 Quadratmetern und die Boxenanlage umfasst 35 Einzelboxen.

## Veranstaltungen
Seit 2015 ist die Strecke fester Bestandteil der Seitenwagen-WM. Daneben trat auch die KTM X-Bow Battle regelmäßig auf der Strecke an. Hauptsächlich wird die Strecke jedoch für Trackdays und Trainingsveranstaltungen genutzt.

## Kart-Bahn
Die Kart-Bahn im Infield ist 1071 Meter lang und kann auch mit dem Motorrad befahren werden. Der Rundendurchschnitt mit einem 6-Gang-Schaltkart liegt bei etwa 85 km/h, die Höchstgeschwindigkeit auf der längsten Geraden beträgt etwa 130 km/h. Die Kartbahn wurde 2019 zwecks Revisionsarbeiten abgerissen und soll 2025 mit einer neuen Länge von 1200 m wieder eröffnet werden.